# Dylan Emery
Dylan Emery (* 31. März 2001 in Cardiff) ist ein walisischer Snookerspieler, der zur Saison 2022/23 Profispieler wurde.

## Karriere
In seiner frühen Jugend spielte Emery auf bereits recht gutem Niveau Poolbillard, wandte sich dann aber dem Snooker zu. Mitte der 2010er-Jahre wurde er einer der führenden Juniorenspieler der Britischen Inseln und erzielte auch bei internationalen Juniorenturnieren gute Ergebnisse. Seit dieser Zeit trainiert er auch intensiv. Nach Halbfinalteilnahmen bei der U18-Amateurweltmeisterschaft 2015 und der U18-Europameisterschaft 2016 konnte er bei der U16-Amateurweltmeisterschaft 2017 einen ersten Turniersieg einfahren. Zudem nahm er zu dieser Zeit bereits vereinzelt an Erwachsenenturnieren teil, konnte aber dort trotz einiger Achtungserfolge noch nicht an seine Juniorenerfolge anschließen. Dies galt auch für seine ersten Erfahrungen im Profibereich, so schied er bei den Gibraltar Open 2018 noch in der Qualifikation aus und konnte bei der Ausgabe 2018 der Q School nur beim zweiten Turnier ein gutes Ergebnis erzielen.
Dieses Ergebnis reichte aber für eine Einladung zur Challenge Tour 2018/19 aus. Obwohl er dort bei einem Event immerhin das Finale erreichen konnte, verpasste er am Ende die Qualifikationsplätze für die Profitour deutlich. Mehr Erfolg hatte er wieder im internationalen Juniorenbereich, als er das Halbfinale der U21-Europameisterschaft 2019 und das Finale der U18-Europameisterschaft 2019 erreichte. In beiden Runden schied er jeweils aus, so unterlag er im U18-Finale dem Iren Aaron Hill mit 3:4. Derweil nahm Emery auch am professionellen Paul Hunter Classic und an der Qualifikation für die professionelle Snookerweltmeisterschaft teil, musste aber jeweils bereits nach der ersten Hauptrunde wieder nach Hause fahren.
In den folgenden Jahren wurde Emery als aufstrebender Amateur regelmäßig zu professionellen Turnieren eingeladen, wenn dort Plätze freiblieben. Das lag auch daran, dass Emery in dieser Zeit auch der Q School treu blieb und seine Ergebnisse stetig verbessern konnte. Sein bestes Ergebnis war eine Halbfinalteilnahme beim dritten Event 2020. Bei den Profiturnieren konnte er viermal sein Auftaktspiel gewinnen, über die zweite Runde kam er aber nie hinaus. Ferner gewann er drei Spiele bei der WST Pro Series 2021 und belegte damit immerhin den sechsten von acht Plätzen seiner Gruppe. Zusätzlich nahm er auch an der Challenge Tour 2019/20 teil, diesmal aber ohne nennenswerte Ergebnisse.
Doch Emery konnte dafür wieder im Amateur- bzw. Juniorenbereich mehrere gute Ergebnisse erzielen. Im Team siegte er zusammen mit Tyler Rees, David Donovan und Gavin Lewis bei den Home Internationals. Im Einzel erreichte er das Viertelfinale der U21-Europameisterschaft 2020 und das Halbfinale der WSF Open 2020. Sein finaler Durchbruch gelang ihm bei der U21-Europameisterschaft 2021, die er gewinnen konnte. Mit diesem Turniersieg qualifizierte er sich für die Spielzeiten 2022/23 und 2023/24 der professionellen World Snooker Tour. Anschließend gelang ihm bei der EM der Herren ein Einzug ins Achtelfinale. Durch seine Ergebnisse konnte er anschließend auf der WPBSA Q Tour 2021/22 spielen, wurde aber zu einigen professionellen Turnieren eingeladen. Im Dezember 2021 gelang ihm sein nächster großer Erfolg, als er die verspätet ausgetragene Ausgabe 2020 der walisischen Meisterschaft gewann.
Emery lebt in Caerphilly, zuvor in Pontypridd, wo er die High School besuchte. Zeitweise wurde er von Darren Morgan trainiert.

## Erfolge (Auswahl)
| Ausgang         | Jahr    | Turnier                             | Finalgegner      | Ergebnis |
| --------------- | ------- | ----------------------------------- | ---------------- | -------- |
| Amateurturniere |         |                                     |                  |          |
| Zweiter         | 2017    | Walisische U18-Meisterschaft        | Tyler Rees       | 0:3      |
| Sieger          | 2017    | IBSF U16-Snookerweltmeisterschaft   | Mikhail Terekhov | 4:1      |
| Zweiter         | 2018    | Walisische U21-Meisterschaft        | Jackson Page     | 2:3      |
| Zweiter         | 2018    | Challenge Tour 2018/19 – Event 4    | Mitchell Mann    | 0:3      |
| Zweiter         | 2019    | EBSA-U18-Snookereuropameisterschaft | Aaron Hill       | 3:4      |
| Sieger          | 2020    | Walisische U21-Meisterschaft        | Liam Davies      | 3:0      |
| Sieger          | 2021    | EBSA-U21-Snookereuropameisterschaft | Julien Leclercq  | 5:2      |
| Sieger          | 2020 A1 | Walisische Snooker-Meisterschaft    | Paul Davies      | 8:6      |
| Sieger          | 2024    | WPBSA Q Tour 2024/25 – Event 2      | Harvey Chandler  | 4:3      |
| Zweiter         | 2025    | WPBSA Q Tour 2024/25 – Event 7      | Liam Highfield   | 3:4      |